# 빈또
빈또(베트남어: Vĩnh Tộ / 永祚 영조 / 1619년 6월 ~ 1629년 4월)는 베트남 후 레 왕조(後黎朝) 신종(神宗) 레 주이 끼(黎維祺)의 첫번째 연호이다.
- 찐 주 군주(섭정) : 찐뚱(鄭松) → 찐짱(鄭梉)
- 응우옌 주 군주 : 응우옌 푹 응우옌(阮福源)
- 버우 주 군주 : 부꽁득(武公悳)

## 개원
- 호앙딘(弘定) 20년(1619년) 6월에 연호를 빈또(永祚)로 개원함.[1][2]

- 빈또(永祚) 11년(1629년) 4월에 연호를 득롱(德隆)으로 개원함.[1][2]

## 연대 대조표
| 빈또 | 서기 (西紀) | 간지 (干支) | 막 왕조 연호 (까오방 정권)                                 | 응우옌 주 기년  | 명나라 연호               |
| 원년 | 1619년      | 기미 (己未) | 《막낀꿍》 끼엔통(乾統) 27년 《막낀코안》 롱타이(隆泰) 2년 | 불주(佛主) 6년  | 만력(萬曆) 47년           |
| 2년  | 1620년      | 경신 (庚申) | 《막낀꿍》 끼엔통 28년 《막낀코안》 롱타이 3년             | 불주 7년        | 만력 48년 태창(泰昌) 원년 |
| 3년  | 1621년      | 신유 (辛酉) | 《막낀꿍》 끼엔통 29년 《막낀코안》 롱타이 4년             | 불주 8년        | 천계(天啓) 원년           |
| 4년  | 1622년      | 임술 (壬戌) | 《막낀꿍》 끼엔통 30년 《막낀코안》 롱타이 5년             | 불주 9년        | 천계 2년                  |
| 5년  | 1623년      | 계해 (癸亥) | 《막낀꿍》 끼엔통 31년 《막낀코안》 롱타이 6년             | 불주 10년       | 천계 3년                  |
| 6년  | 1624년      | 갑자 (甲子) | 《막낀꿍》 끼엔통 32년 《막낀코안》 롱타이 7년             | 불주 11년       | 천계 4년                  |
| 7년  | 1625년      | 을축 (乙丑) | 《막낀꿍》 끼엔통 33년 《막낀코안》 롱타이 8년             | 불주 12년       | 천계 5년                  |
| 8년  | 1626년      | 병인 (丙寅) | …                                                          | 불주 13년       | 천계 6년                  |
| 9년  | 1627년      | 정묘 (丁卯) | …                                                          | 불주 14년       | 천계 7년                  |
| 10년 | 1628년      | 무진 (戊辰) | …                                                          | 불주 15년       | 숭정(崇禎) 원년           |
| 빈또 | 서기 (西紀) | 간지 (干支) | 막 왕조 연호 (까오방 정권)                                 | 응우옌 주 기년  | 명나라 연호               |
| 11년 | 1629년      | 기사 (己巳) | …                                                          | 불주(佛主) 16년 | 숭정(崇禎) 2년            |

## 동시대 연호

### 베트남
막 왕조(莫朝)
- 끼엔통(乾統) (1593년 ~ 1625년)
- 롱타이(隆泰) (1618년 ~ 1625년)

### 중국
명(明)
- 만력(萬曆) (1573년 ~ 1620년)
- 태창(泰昌) (1620년)
- 천계(天啓) (1621년 ~ 1627년)
- 숭정(崇禎) (1628년 ~ 1644년)

후금(後金)
- 천명(天命) (1616년 ~ 1626년)
- 천총(天聰) (1627년 ~ 1636년)

기타
- 이문(李文) 천진혼(天眞混) (1619년)
- 사숭명(奢崇明) 서응(瑞應) (1621년 ~ 1629년)
- 서홍유(徐鴻儒) 대성흥승(大成興勝) (1622년)
- 정진명(鄭振明) 일통(一統) (1622년)
- 후덕(侯德) 현정(玄静) (1622년)
- 양환(楊桓), 양종유(楊從儒) 의덕(懿德) (1624년)
- 절강해구(浙江海寇) 관화(寬和) (1625년)
- 장유원(張惟元) 영흥(永興) (1628년)

### 일본
- 겐나(元和) (1615년 ~ 1624년)
- 간에이(寬永) (1624년 ~ 1644년)

## 같이 보기
- 다른 왕조의 같은 연호
  - 일본(日本) 에이소(永祚, 989년 ~ 990년)

- 베트남의 연호